# Il segreto di Cristoforo Colombo
Il segreto di Cristoforo Colombo (Alba de América) è un film del 1951 diretto da Juan de Orduña.

## Distribuzione
In Italia è stato distribuito nel 1956.